# Suspension active
 (décembre 2015).
Si vous disposez d'ouvrages ou d'articles de référence ou si vous connaissez des sites web de qualité traitant du thème abordé ici, merci de compléter l'article en donnant les références utiles à sa vérifiabilité et en les liant à la section « Notes et références ».
La suspension active est un type de suspension automobile où le mouvement vertical des roues par rapport au châssis est activement contrôlé par un système embarqué. Elle est utilisée pour la première fois dans le cadre du championnat du monde de Formule 1 au Grand Prix d'Afrique du Sud en 1992, par l'écurie Williams sur la FW14. Elle s'oppose ainsi à la suspension passive, dans laquelle le mouvement vertical du véhicule est déterminé par les conditions au sol.

## Description
La suspension active se divise en deux catégories : 
- la suspension active pure qui s'appuie sur des actionneurs qui élèvent ou rabaissent activement la garde au sol[2].
- la suspension semi-active ou adaptative qui comprend typiquement des absorbeurs de chocs dont la rigidité varie en fonction des conditions au sol,